# Tipula hebeiensis
Tipula hebeiensis är en tvåvingeart som beskrevs av Yang 1995. Tipula hebeiensis ingår i släktet Tipula och familjen storharkrankar. Inga underarter finns listade i Catalogue of Life.